# Kaisaniemi (district in Helsinki)
Kaisaniemi (Zweeds: Kajsaniemi) is een district in de Finse hoofdstad Helsinki ten gelegen ten noorden van het Rautatientori. Kaisaniemi is vernoemd naar het daar gelegen Kaisaniemi Restaurant gebouwd in ongeveer 1820. Het grootste deel van het district bevat het Kaisaniemipark waarin zich ook de botanische universiteitstuin zich bevindt. Ook zit hier een van de grootste bioscopen van Helsinki. Het metrostation in dit district heet Helsingin yliopisto.

## Afbeeldingen

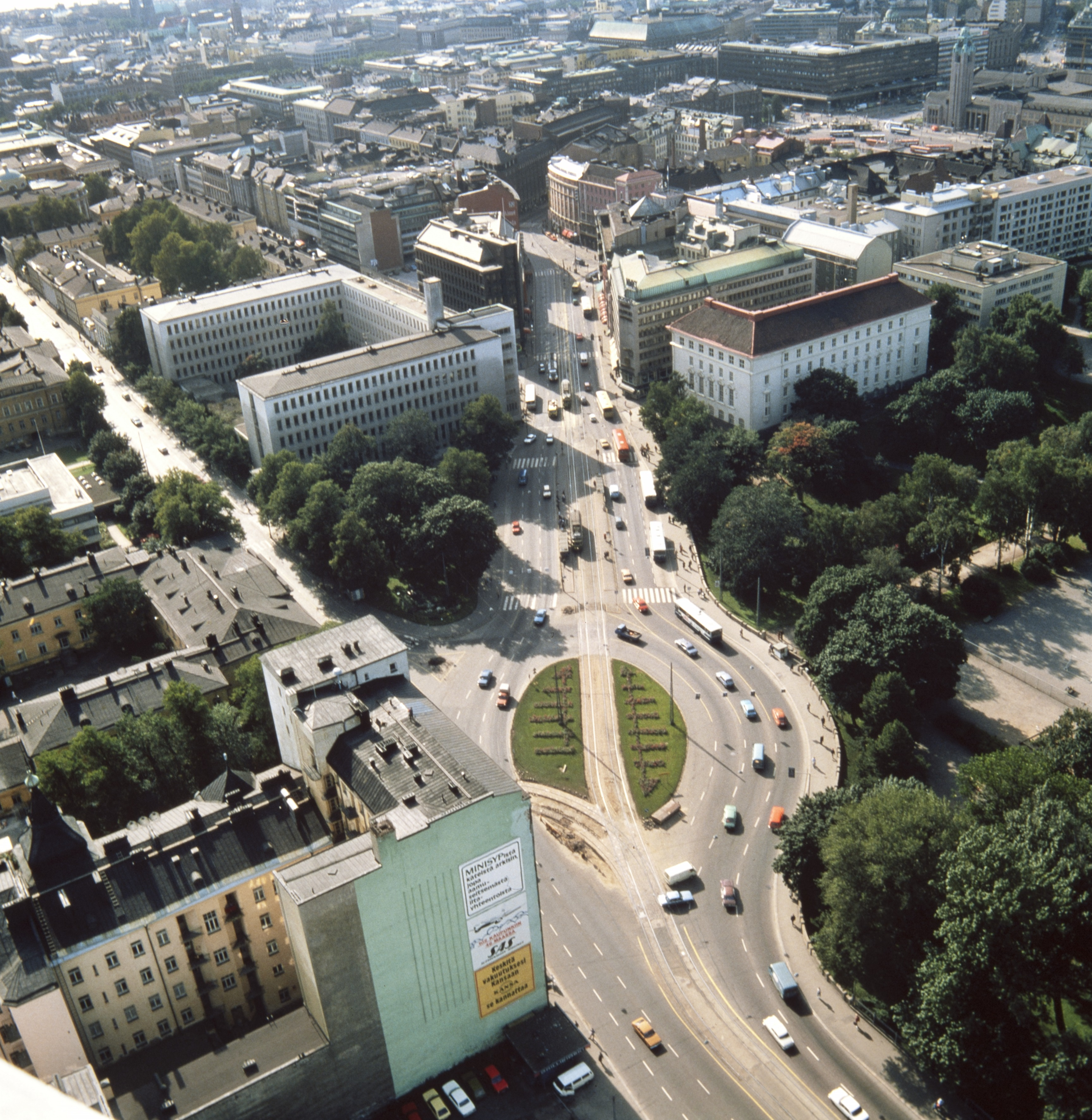
Kaisaniemi van boven
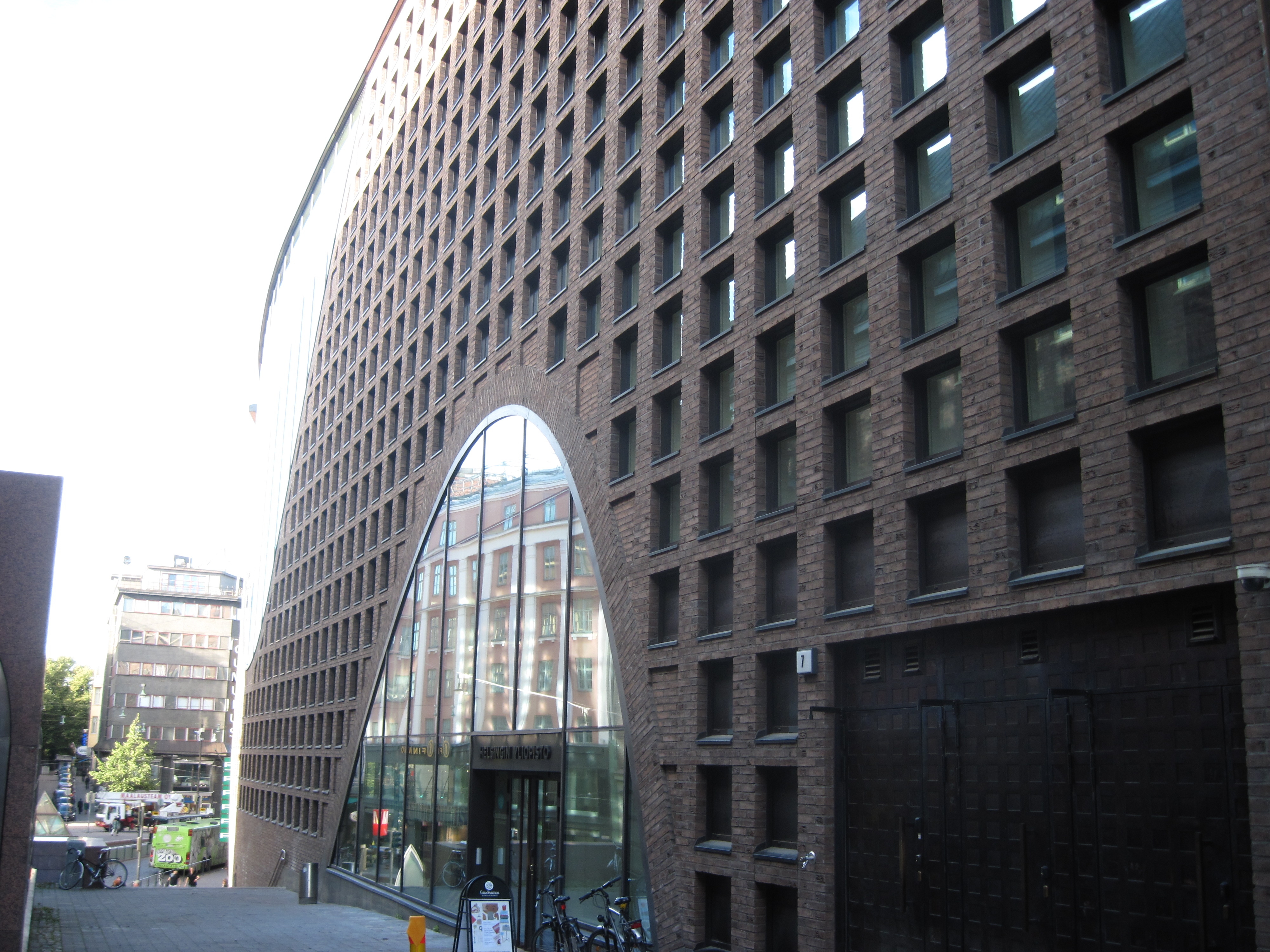
De Kaiso-talo
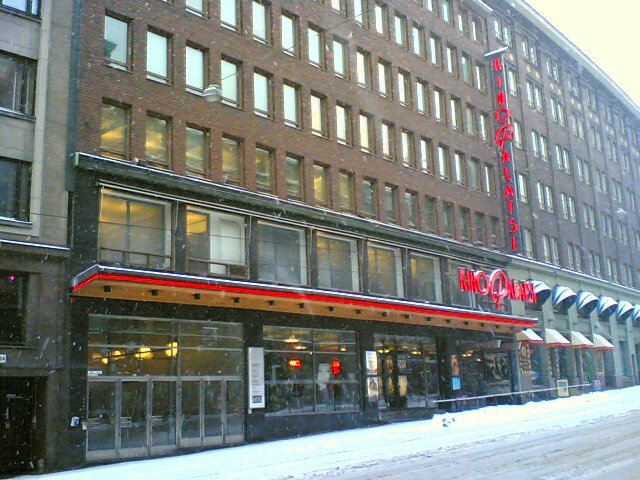
Bioscoop Kinopalatsi
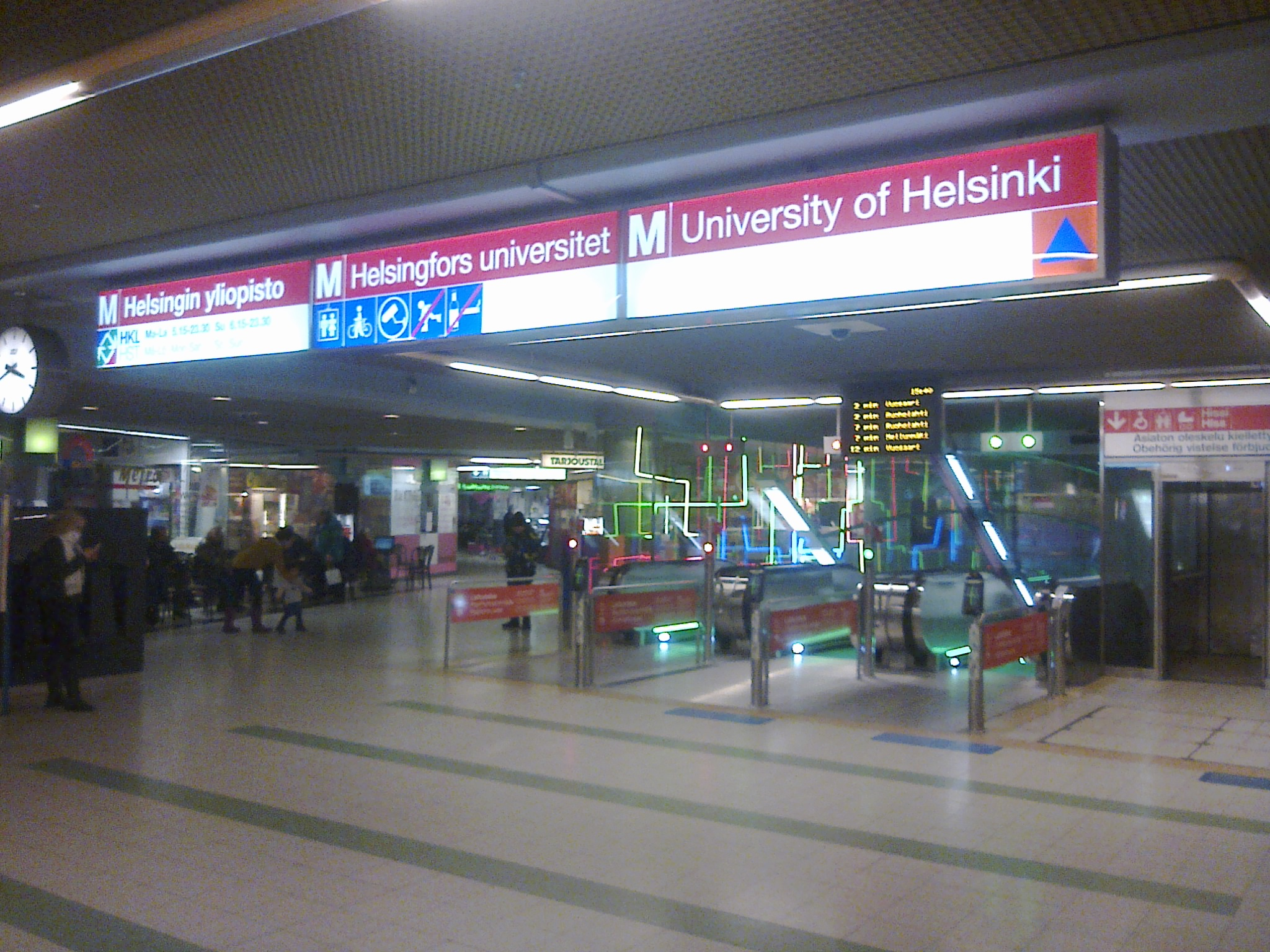
Metrostation
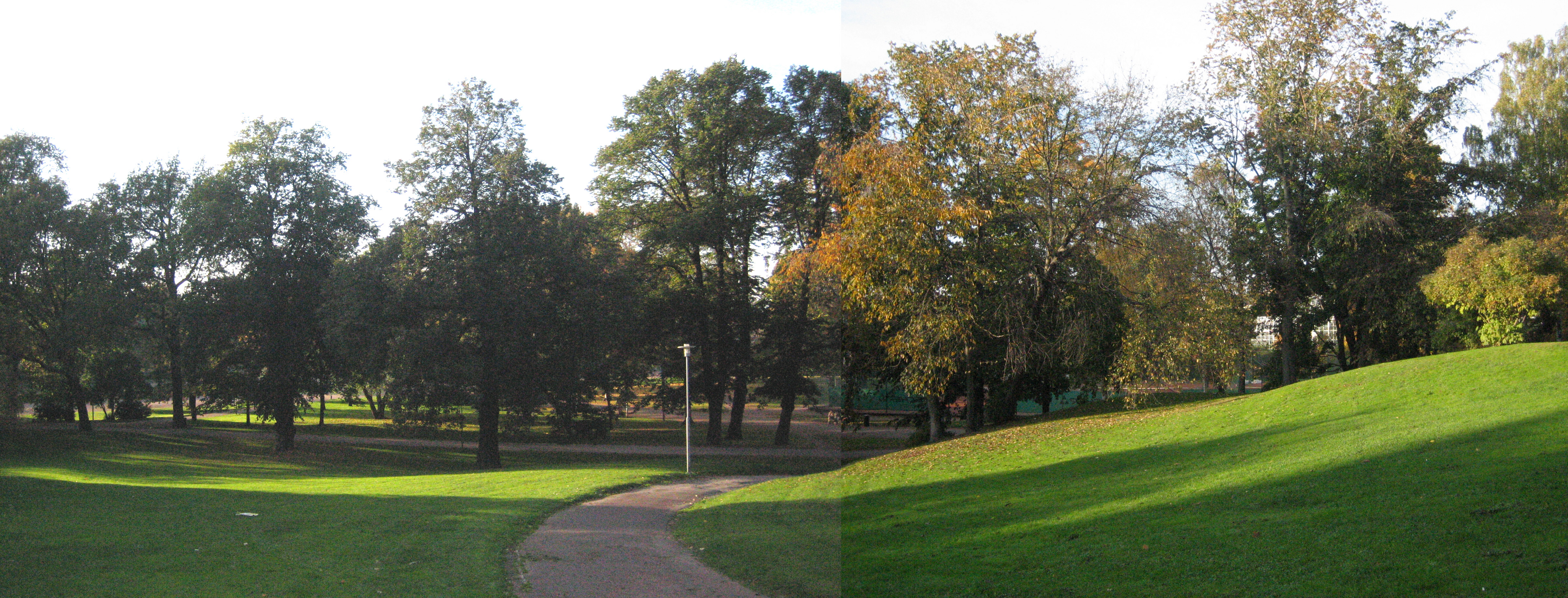
Kaisaniemipark
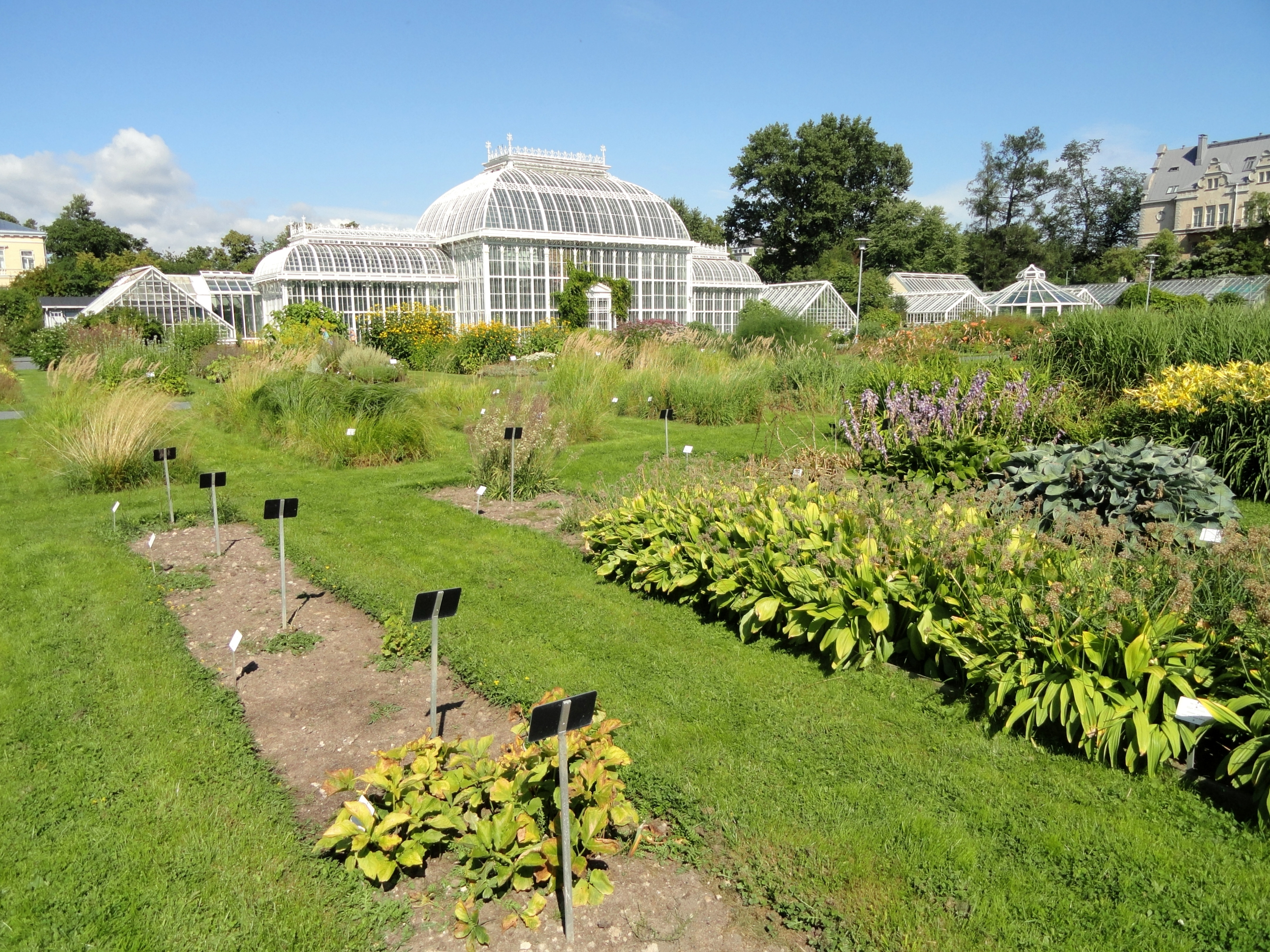
Botanische universiteitstuin